# Nora (Illinois)
Nora – wieś w Stanach Zjednoczonych, w stanie Illinois, w hrabstwie Jo Daviess.